# 11 март
11 март е 70-ият ден в годината според григорианския календар (71-ви през високосна). Остават 295 дни до края на годината.

## Събития
- 1502 г. – Исмаил I Сефевид става шах на Персия.
- 1542 г. – Испанският конкистадор Алваро де Вака достига град Асунсион.
- 1669 г. – Започва най-силното 4-месечно изригване на вулкана Етна (Италия) – загиват 20 000 души.
- 1702 г. – Излиза първият брой на английския Дейли кърънт – първият ежедневен вестник в света.
- 1780 г. – Руската императрица Екатерина II обявява неутралитет във войната между Англия и САЩ.
- 1801 г. – Императорът на Русия Павел I е нападнат от бивши офицери, принуден да подпише абдикация в полза на сина си Александър I и е убит.
- 1810 г. – Наполеон се жени за австрийската ерцхерцогиня Мария-Луиза.

- 1835 г. – В Габрово приключва строеж на часовникова кула.
- 1864 г. – По време на голямо наводнение в Шефилд (Англия) загиват 250 души.
- 1905 г. – Официално е открито Парижкото метро.
- 1907 г. – В София е убит министър-председателя Димитър Петков.
- 1907 г. – Съставено е двадесет и осмото правителство на България, начело с Димитър Станчов.
- 1912 г. – Българското правителство на Иван Гешов взема решение за закупуване на първите два самолета за българската армия.
- 1913 г. – По време на Балканската война започва Одринската операция, при която Втора българска армия, заедно със сръбски войскови части, след щурмуване на източния сектор, превзема Одринската крепост.
- 1917 г. – Първата световна война: 50 000 британска и индийска войска, ръководена от ген. Стенли Мауд напада Багдад и пленява 9000 турски войници.
- 1935 г. – В Германия са създадени военновъздушните сили Луфтвафе.
- 1941 г. – Втората световна война: Президентът на САЩ Франклин Рузвелт подписва договора Заем-Наем, с който осигурява американски военни доставки за съюзниците от Антихитлеристката коалиция.
- 1963 г. – На пленум на ЦК на БКП е възприета нова политическа линия на страната по Македонския въпрос.
- 1970 г. – Пабло Пикасо подарява 800 свои творби на музея в Барселона.
- 1973 г. – Създаден е Институтът по психология на БАН.
- 1985 г. – Михаил Горбачов е избран за генерален секретар на ЦК на КПСС.
- 1990 г. – Литва решава да напусне СССР.
- 1997 г. – Пол Маккартни получава титлата „сър“ от английската кралица Елизабет II.
- 1999 г. – България е приета за член на Европейския център за ядрени изследвания.
- 2003 г. – В Хага е учреден Международен криминален съд.
- 2004 г. – След поредица от Бомбени атентати в Мадрид, Испания, загиват 192 души и около 1500 са ранени.
- 2011 г. – Земетресение с магнитуд 8,9 по скалата на Рихтер удря Япония край регион Тохоку.

## Родени
- 1544 г. – Торквато Тасо, италиански поет († 1595 г.)
- 1739 г. – Софроний Врачански, български духовник и просветител († 1813 г.)
- 1770 г. – Уилям Хъскисън, британски политик († 1830 г.)
- 1811 г. – Юрбен Льоверие, френски математик и астроном († 1877 г.)
- 1818 г. – Анри Дьовил, френски физик и химик († 1881 г.)
- 1818 г. – Мариус Петипа, балетмайстор и педагог († 1910 г.)
- 1835 г. – Алексей Корзухин, руски художник, передвижник († 1894 г.)
- 1872 г. – Стефан Попов, български военен деец († 1938 г.)
- 1899 г. – Фредерик IX, крал на Дания († 1972 г.)
- 1915 г. – Карл Кролов, немски поет и есеист († 1999 г.)
- 1916 г. – Харолд Уилсън, министър-председател на Великобритания († 1995 г.)
- 1920 г. – Николас Бломберген, нидерландски и американски физик, Нобелов лауреат през 1981 г. († 2017 г.)
- 1920 г. – Петър Кърпаров, български тромпетист († 2013 г.)
- 1921 г. – Астор Пиацола, аржентински композитор и музикант († 1992 г.)
- 1922 г. – Корнелиус Касториадис, гръко-френски философ и психоаналитик († 1997 г.)
- 1923 г. – Агата Барбара, малтийски политик († 2002 г.)
- 1930 г. – Едсхер Дейкстра, нидерландски информатик († 2002 г.)
- 1931 г. – Калиник Врачански, врачански митрополит († 2016 г.)
- 1931 г. – Рупърт Мърдок, австралийски предприемач и медиен магнат
- 1932 г. – Георги Кишкилов, български актьор († 1999 г.)
- 1936 г. – Харалд цур Хаузен, германски лекар, Нобелов лауреат († 2023 г.)
- 1938 г. – Методи Димов, български писател и общественик († 2004 г.)
- 1942 г. – Вили Вебер, мениджър във Формула 1
- 1946 г. – Намик Докле, албански политик
- 1946 г. – Христо Пройков, епископ, председател на Католическата църква в България
- 1949 г. – Бисер Деянов, български балетист
- 1950 г. – Боби Макферин, американски класически, джаз и поп музикант
- 1950 г. – Стела Банкова, български политик
- 1951 г. – Доминик Санда, френска актриса
- 1952 г. – Дъглас Адамс, британски писател († 2001 г.)
- 1952 г. – Здравко Митков, български режисьор
- 1956 г. – Роб Полсън, американски озвучаващ актьор
- 1957 г. – Касем Солеймани, ирански военачалник († 2020 г.)
- 1967 г. – Джон Бароуман, шотландско-американски актьор и певец
- 1969 г. – Сорая, колумбийско-американска певица († 2006 г.)
- 1971 г. – Джони Ноксвил, американски комик
- 1973 г. – Мартин Хиден, австрийски футболист
- 1976 г. – Йордан Петков, български футболист
- 1976 г. – Илиян Йончев, български политик и юрист
- 1978 г. – Дидие Дрогба, футболист от Кот д'Ивоар
- 1979 г. – Бенджи Мадън, американски музикант (Good Charlotte)
- 1979 г. – Джоел Мадън, американски певец (Good Charlotte)
- 1979 г. – Георги Пеев, български футболист
- 1981 г. – Летоя Лъкет, американска певица и текстописец
- 1985 г. – Соня Радева, българска фигуристка
- 1987 г. – Стефания Виляреал, мексиканска актриса
- 1993 г. – Джоди Комър, английска актриса

## Починали
- 222 г. – Елагабал, римски император (* 203 г.)
- 1514 г. – Донато Браманте, италиански архитект (* 1444 г.)
- 1820 г. – Бенджамин Уест, американски художник (* 1738 г.)
- 1874 г. – Борис Якоби, руски физик (* 1801 г.)
- 1883 г. – Александър Горчаков, руски държавник и дипломат (* 1798 г.)
- 1891 г. – Александър Бекерел, френски физик (* 1820 г.)
- 1903 г. – Йордан Варналиев, български революционер (* 1883 г.)
- 1907 г. – Димитър Петков, министър-председател на България (* 1858 г.)
- 1908 г. – Едмондо де Амичис, италиански писател (* 1846 г.)
- 1911 г. – Драган Цанков, министър-председател на България (* 1828 г.)
- 1923 г. – Христо Цонев Луков, български военен деец (* 1855 г.)
- 1924 г. – Иван Евстратиев Гешов, министър-председател на България (* 1849 г.)
- 1931 г. – Фридрих Мурнау, немски филмов режисьор (* 1888 г.)
- 1941 г. – Иван Шкойнов, български военен деец (* 1874 г.)
- 1955 г. – Александър Флеминг, шотландски учен, Нобелов лауреат през 1945 г. (* 1881 г.)
- 1965 г. – Георгий Тушкан, руски писател (* 1906 г.)
- 1969 г. – Джон Уиндъм, британски писател (* 1903 г.)
- 1970 г. – Ърл Стенли Гарднър, адвокат и писател (* 1889 г.)
- 1972 г. – Фредрик Браун, американски писател (* 1906 г.)
- 1994 г. – Йоан Левиев, български художник (* 1934 г.)
- 2002 г. – Джеймс Тоубин, американски икономист (* 1918 г.)
- 2006 г. – Слободан Милошевич, президент на Сърбия и Югославия (* 1941 г.)

## Празници
- Българска православна църква – Св. Софроний, еп. Врачански, Св. Софроний, патр. Йерусалимски
- България – Ден на ракетните войски и артилерията на българската армия (отбелязва се от 1992 г.)
- Замбия – Ден на младежта
- Литва – Ден на възстановяване на независимостта
- Европейски съюз – Ден в памет на жертвите на тероризма